# Rhinolophus capensis
Rhinolophus capensis — вид рукокрилих родини Підковикові (Rhinolophidae).

## Поширення
Країни проживання: ПАР. Записаний у різних місцях існування, в тому числі прибережних районах. Населення спочиває у прибережних і морських печерах, також горищах і занедбаних шахтах. Поживою є головним чином жуки, але інші безхребетні, також приймаються. Сезон розмноження з грудня по лютий; народжується одне маля.

## Загрози та охорона
Цей вид знаходиться під загрозою в частинах ареалу через порушенням печерних сідал (часто через рекреаційну та туристичну діяльність). Цей вид зустрічається в деяких охоронних територіях.